# Western Crater
Der Western Crater (englisch für Westkrater) ist ein 3561 m hoher, kleiner und kreisrunder Vulkankrater auf der antarktischen Ross-Insel. Er ragt am westlichen Hang des Gipfels des Mount Erebus auf und damit, wie es aus seinem Namen hervorgeht, seitlich des Gipfelkraters.
Das Advisory Committee on Antarctic Names benannte ihn im Jahr 2000 nach seiner relativen Position am Mount Erebus.